# Armando Maugini
Armando Maugini (Messina, 1º maggio 1889 – Firenze, 1975) è stato un agronomo italiano.

## Biografia

### Attività
Armando Maugini è stato un agronomo tropicalista che ha diretto e animato le attività dell'Istituto agricolo coloniale italiano (ora Istituto agronomico per l'oltremare) di Firenze per quarant'anni.
Nel 1924 assunse la carica di Direttore dell'allora Istituto Agricolo Coloniale Italiano guidandolo, attraverso la seconda guerra mondiale e la successiva trasformazione (1953) in Istituto agronomico per l'oltremare, fino al 1964, quando gli succedette il suo collaboratore e amico Ferdinando Bigi.
Ha diretto la rivista L'agricoltura coloniale (in seguito Rivista di agricoltura tropicale e subtropicale) e pubblicato numerosi libri e centinaia di articoli sui temi di cui si è occupato l'Istituto. Carattere riservato e deciso, ha dato un forte indirizzo tecnico nella direzione dell'Istituto, creando una vasta rete di collaborazioni con colleghi e organizzazioni di tutto mondo.

### Studi
Di formazione agro-economista, ha lavorato a lungo in Africa. All'inizio della sua carriera è stato direttore dei Servizi agrari della Cirenaica, di cui ha studiato la vegetazione spontanea e le tradizioni agricole.
In seguito, in qualità di direttore del Laboratorio dell'Istituto agricolo coloniale italiano ha diretto numerosi studi sulle risorse naturali e agricole dei paesi tropicali. Divenuto direttore dello stesso Istituto, ha assistito l'opera di colonizzazione agraria degli Italiani in Africa e nel bacino del Mediterraneo tra le due guerre mondiali e successivamente l'emigrazione agricola italiana in America Latina.
Ha lasciato una ricca documentazione archivistica e fotografica sull'opera degli italiani in Africa e in America latina e sull'ambiente e l'agricoltura dei paesi tropicali e subtropicali, custodita presso il Centro di documentazione e l'Archivio fotografico dell'Istituto agronomico per l'oltremare di Firenze.

### Biblioteca personale
Parte della biblioteca di Armando Maugini (libri, opuscoli e carte) di argomento agronomico ed economico (1900-1970) con particolare riferimento al periodo fascista e ai possedimenti italiani in Africa è stata donata dai suoi eredi alla sede di Agraria della Biblioteca di Scienze Tecnologiche, Università degli Studi di Firenze.